# Ароматичні сполуки
Аромати́чні сполу́ки (англ. aromatics) — в загальному випадку — сполуки, які складені планарними циклічними системами, в яких всі атоми циклу беруть участь у створенні єдиної системи.

## Опис
Назва «Ароматичні сполуки» пов'язана з тим, що перші відкриті представники ароматичних сполук мали приємний запах. Основні джерела — продукти нафтоперероблення і кам'яновугільна смола.
Типовий представник А.с. — сполуки з бензоїдною системою зв'язків (бензол та поліциклічні сполуки, побудовані з конденсованих бензольних кілець). Це вуглеводні (бензол, нафталін, антрацен тощо) та їхні похідні (анілін, бензойна кислота, фенол тощо), які містять у молекулі цикли (так звані бензольні ядра) з 6 атомів вуглецю.
До ароматичних систем відносять також так звані небензоїдні сполуки — фуран, тіофен, піридин (C6H5N) тощо.

## Основні типи ароматичних сполук
Основні типи ароматичних сполук та їхні структурні формули представлені у таблиці.

## Використання
Використовуються в складі флотаційних реагентів та реагентів-зв'язуючих при масляній агрегації, зв'язуючих при брикетуванні вугілля.